# Bryobia kakuliana
Bryobia kakuliana är en spindeldjursart som beskrevs av Reck 1956. Bryobia kakuliana ingår i släktet Bryobia och familjen Tetranychidae. Inga underarter finns listade.